# بديع (البهائية)
بديع (1852 - 1869) كان من أوائل أتباع بهاء الله، مؤسس الدين البهائي، ويعتبر أحد رسله الرئيسيين. في سن السابعة عشرة، سلم رسالة من حضرة بهاء الله إلى ناصر الدين شاه، مما أدى إلى تعذيبه وقتله.

## الخلفية
كان بديع من نيسابور في ولاية خراسان. كان اسمه الأول بوزورج، ولقبه بديع (بديع) وقد منحه حضرة بهاء الله هذه الهدية بعد استشهاده. يظهر اسمه أحيانًا باسم مِرزا أو آقا بوزُرج-نيِسَابُورِي (أو نيسابُورِي) أو خُراسانِي.
على الرغم من أن والده، الحاج عبد المجيد، كان بهائيًا، إلا أن بديع لم ينجذب في البداية إلى الدين الجديد. كان شابًا متمردًا ومتحفظًا، ولهذا السبب وصفه والده في البداية بأنه "يأس العائلة".
خاطب حضرة بهاء الله الحاج عبد المجيد في وقت لاحق بلقب "أبا بديع". كان الحاج عبد المجيد تاجرًا مشهورًا في الشالات وناجٍ من معركة حصن طبرسي (1848-1849). في عام 1877، وفي سن الخامسة والثمانين، تم إعدام والد بديع في ساحة عامة في مشهد لأنه رفض مرارًا وتكرارًا التراجع عن إيمانه.

## السفر
في لقاء له مع النبيل الأعظم، سمع بديع قصيدة لبهاء الله فبدأ بالبكاء. وبعد أن أنهى دراسته، تبرع بممتلكاته وانطلق سيرًا على الأقدام إلى بغداد، حيث كان عدد كبير من البهائيين يتعرضون للاضطهاد. وأخيرًا، انطلق سيرًا على الأقدام من الموصل عبر بغداد إلى مدينة السجن عكا.
بينما كان الحراس يحمون عكا من دخول البهائيين، ارتدى بديع زي حامل ماء وتسلل من بين الحراس، ثم توجه إلى المسجد حيث التقى عبد البهاء وأعطاه مذكرة. وقد تلقى بديع مقابلتين مع حضرة بهاء الله، الذي طلب منه تسليم لوح السلطان إلى ناصر الدين شاه. وتلقى بديع اللوح في حيفا لتجنب القبض عليه من قبل المسؤولين العثمانيين. ومن هناك سافر لمدة أربعة أشهر سيرًا على الأقدام إلى طهران. وفي الطريق، رُوي أنه كان "يمتلئ فرحًا وضحكًا وامتنانًا وحلمًا، يمشي مائة خطوة ثم ينصرف عن الطريق ويتجه نحو عكا. ثم يسجد ويقول: 'يا رب، ما أنعمت عليّ بفضلك فلا تردّه بعدلك، بل هب لي قوة على حفظه'". 

## الإعدام
بعد ثلاثة أيام من الصيام، ذهب بديع إلى معسكر الشاه الصيفي، حيث صادف الشاه أثناء الصيد في الغابة. فتقدم بديع نحو الملك باحترام وقال له بهدوء: "أيها الملك، لقد جئت إليك من سبأ برسالة عظيمة". تم القبض على بديع، ووُسم لمدة ثلاثة أيام متتالية، وضُرب رأسه حتى تحول إلى عجينة بعقب البندقية، وبعد ذلك تم إلقاء جثته في حفرة ووضعت عليها التراب والحجارة.

## الملحوظات
1. ↑  Smith 2000، صفحة 65.
2. ↑  Taherzadeh 1983، صفحة 179.
3. 1 2 3 4  Taherzadeh 1983، صفحات 176-187.
4. 1 2  Francis 2001.
5. ↑  Taherzadeh 1977، صفحة 132.